# Smålands runinskrifter SvS1973;4
Smålands runinskrifter SvS1973;4 är en vikingatida runsten av rödaktig granit som påträffades i Mellby kyrka, Mellby socken och Eksjö kommun. Runstenen är 2,25 meter hög med en höjd över markytan på 1,72 meter. Stenens bredd är 1,13 meter. Runhöjden är 7-10 centimeter. Stenen hittades i sakristians grund vid en restaurering 1968. Runstenen var tidigare okänd. Den står nu rest i kyrkogårdens östra hörn.

## Inskriften
Translitterering av runraden:
ke(r)munt(r) × let kiara × kiara × kum(l) : þeta : eftiʀ × auþelfi × auk × uarin × uiniutr × iftiʀ × trykulf × faþur sin × kuþ hialbi × ont × þeiʀa ×
Normalisering till runsvenska:
Gæiʀmundr let gæra gæra kumbl þetta æftiʀ Auðælfi ok Varin, Viniutr æftiʀ Tryggulf, faður sinn. Guð hialpi and þæiʀa.
Översättning till nusvenska:
Germund lät göra detta minnesmärke efter Ödälv och Varin, Vinjut efter Tryggulv, sin fader. Gud hjälpe deras ande.